# Porto Recanati
Porto Recanati je italská obec na pobřeží Jaderského moře v oblasti Marche, provincii Macerata.

## Vývoj počtu obyvatel
Počet obyvatel

## Sousední obce
| Růžice kompasu |                          | Numana (AN)    |  | Růžice kompasu |
| Růžice kompasu | Loreto (AN)              | Sever          |  | Růžice kompasu |
| Růžice kompasu | Loreto (AN)              | Porto Recanati |  | Růžice kompasu |
| Růžice kompasu | Loreto (AN)              | Jih            |  | Růžice kompasu |
| Růžice kompasu | Potenza Picena, Recanati |                |  | Růžice kompasu |